# Wspólnota administracyjna Heideland-Elstertal-Schkölen
Wspólnota administracyjna Heideland-Elstertal-Schkölen (niem. Verwaltungsgemeinschaft Heideland-Elstertal-Schkölen) – wspólnota administracyjna w Niemczech, w kraju związkowym Turyngia, w powiecie Saale-Holzland. Siedziba wspólnoty znajduje się w miejscowości Crossen an der Elster.
Powstała 1 stycznia 2012 z połączenia wspólnoty administracyjnej Heideland-Elstertal z miastem Schkölen.
Wspólnota administracyjna zrzesza siedem gmin, w tym jedną gminę miejską (Stadt) oraz sześć wiejskich (Gemeinde): 
1. Crossen an der Elster
2. Hartmannsdorf
3. Heideland
4. Rauda
5. Schkölen
6. Silbitz
7. Walpernhain